# Pranas Domšaitis
Pranas Domšaitis (eigentlich Franz Carl Wilhelm Domscheit; * 15. September 1880 in Cropiens, Samland, heute russisch Гаево (Gajewo) in der Oblast Kaliningrad; † 14. November 1965 in Kapstadt) war ein deutsch-litauischer Maler. Seit dem Jahr 1938 verwendete er die litauische Form seines Namens Pranas Domšaitis. Er gilt als einer der bedeutendsten expressionistischen Maler Südafrikas, wohin er 1949 ausgewandert war.

## Biographie

Pranas Domšaitis, Christi Geburt, Ölgemälde

Franz Domscheits Elternhaus war der Dorfkrug in Cropiens, hier wuchs er als Sohn des Krugwirtes auf. Er lernte zuerst bei seinem Vater den Beruf des Landwirtes. Seine Mutter, übrigens die einzige in der Familie, die den preußisch-litauischen Dialekt beherrschte, unterstützte ihren Lieblingssohn Franz, indem sie ihm das Geld für seine Fahrten nach Königsberg und Berlin zusteckte.
1905 wurde Franz von der Akademie in Königsberg abgelehnt, da seine Arbeiten talentlos seien.
1906 machte sich Franz auf den Weg nach Berlin zu Max Liebermann, dem Begründer des deutschen Impressionismus, dieser war so begeistert von Franz Arbeiten, dass er ihm ein Empfehlungsschreiben ausstellte. Daraufhin wurde Franz 1907 in die Akademie in Königsberg aufgenommen und erhielt außerdem noch ein Stipendium. Er blieb bis 1910 in Königsberg, anschließend studierte er bei Lovis Corinth in Berlin. Nach Reisen nach Paris, Florenz, Amsterdam und London hielt er sich 1912 ein halbes Jahr in Russland auf. Er befreundete sich und reiste mit dem aus Berlin stammenden Maler Fritz Ascher, der 1919/20 ein Porträt von ihm zeichnete.
Kurz vor Beginn des Ersten Weltkrieges kam es zu einem Zusammentreffen mit Edvard Munch in Oslo, wodurch er seinen Weg vom Impressionismus zum Expressionismus fand. Durch die Illustration des Buches „Seele des Ostens“ von Karl Scheffler erlangte Franz Domscheit den Durchbruch. Museen in Berlin, Königsberg, Stettin und Lübeck kauften seine Bilder. 1919 erfolgte eine Ausstellung in der Galerie Ferdinand Möller in Berlin und 1921 eine Ausstellung im Folkwang-Museum in Essen. 1924 lernte der Maler die zwanzig Jahre jüngere Sopranistin Adelheid Armhold kennen, die er 1929 heiratete. Er begleitete sie auf ihren gesamten Konzert-Engagements quer durch Europa, unter anderem hatte Adelheid große Erfolge unter Hermann Abendroth und Wilhelm Furtwängler, und 1936 sang sie bei den Olympischen Spielen auf der Berliner Dietrich-Eckart-Bühne eine Händelpartie.
1929 traf Franz mit Emil Nolde zusammen, mit welchem ihn nach Farbgebung und Pinselstrich eine Seelenverwandtschaft verband.
Von 1933 bis 1937 konnte Domscheit an elf Ausstellungen teilnehmen. 1937 wurden in der Aktion „Entartete Kunst“ neun seiner Bilder aus öffentlichen Sammlungen beschlagnahmt.
Domscheit zog sich 1938 nach Vorarlberg in Österreich zurück. Seit dieser Zeit signierte er seine Arbeiten nur noch mit dem Signum P.D. für Pranas Domsaitis, seiner litauischen Namensform. 1946 stellte er in Bregenz im Rahmen einer „Displaced Person“-Ausstellung elf Bilder mit litauischen Themen aus. Als Litauer anerkannt, wanderte er 1949 mit seiner Frau nach Südafrika aus.
Pranas Domšaitis ist im vollständigen Mitgliederverzeichnis des Deutschen Künstlerbundes unter seinem alten Namen Franz Domscheit verzeichnet.

## 1937 als „entartet“ aus öffentlichen Sammlungen nachweislich beschlagnahmte Werke
- Zigeuner (Aquarell; Stadtbesitz Berlin; zerstört.)
- Stiefmütterchen (Aquarell; Kunstsammlungen der Stadt Königsberg; zerstört.)
- Bauernhaus (Aquarell; Museum Behnhaus Lübeck; zerstört.)
- Arbeiterstube (Aquarell; Museum Behnhaus Lübeck; zerstört.)
- Anbetung (Öl; Nationalgalerie Berlin im Kronprinzen-Palais; 1938 in Hamburg auf der Wanderausstellung „Entartete Kunst“ vorgeführt. Verbleib ungeklärt.)
- Teich in den Dünen (Tafelbild; Stadtbesitz Berlin; zerstört.)
- Fischerkähne (Tafelbild; Kunstsammlungen der Stadt Königsberg; zerstört.)
- Wanderer (Tafelbild; Museum für Kunst und Kunstgewerbe Stettin; zerstört.)
- Geistlicher im Gehöft (Lithografie, 27,5 × 21,9, um 1920; Blatt 1 der beschlagnahmten Mappe „Siebzehn Steinzeichnungen“, Verlag Freie Secession Berlin, 1921; Museum für Kunst und Heimatgeschichte Erfurt, Verbleib ungeklärt)